# Pereira prétend
Pereira prétend (en italien, Sostiene Pereira) est un roman historique d'Antonio Tabucchi publié en 1994 en Italie et récompensé la même année tout à la fois par le prix Campiello et le prix Viareggio. Le cadre du roman est le Portugal de Salazar à l'aube de la Seconde Guerre mondiale.

## Résumé
L'histoire est celle d'un journaliste portugais qui travaille pour le compte d'un journal de la capitale, le Lisboa. Le protagoniste, Pereira, est décrit comme un homme calme, sans idées politiques et passionné de littérature française. L'homme vit dans une grande nostalgie, allant même jusqu'à parler au portrait de sa femme, foudroyée par une tuberculose quelques années avant l'action du roman. Il est gros et se nourrit principalement d'omelettes. Il a une obsession, la mort, ce qui le fait oublier de vivre. Son rythme de vie est bouleversé lorsqu'il engage un jeune homme fougueux et plein de vie, Monteiro Rossi, pour l'aider dans la rubrique culturelle du journal.
On comprend très vite que Monteiro Rossi et sa bien-aimée Marta sont des « subversifs », lorsque Monteiro Rossi écrit un article sur un écrivain de tendance fasciste, Gabriele D'Annunzio, article virulent et très critique, impubliable dans un journal fidèle au régime. Dès lors, Pereira est tiraillé entre la volonté d'aider Monteiro pour qui il a une affection particulière, ce qui lui causera assurément de nombreux problèmes, et le désir de ne pas chercher les ennuis. Mais petit à petit, le journaliste commence à ouvrir les yeux sur la réalité du régime salazariste, comme lorsqu'il est témoin de la violente répression de la police envers des manifestants.
Quelque chose s'est passé en lui. L'envie de rompre avec la routine a émergé et fait son chemin. Il se décide alors à perdre du poids, et entre dans une clinique de thalassothérapie où il fait la connaissance du Docteur Cardoso. Le médecin apprend à Pereira une théorie à propos de l'âme, qu'il n'avait jamais entendue auparavant : La Confédération des âmes, théorie des médecins philosophes. Pereira ressort de sa cure en ayant perdu quelques kilos et gagné des idées nouvelles.
Au fil du texte, le lecteur devient le témoin de la métamorphose du journaliste. Métamorphose symbolisée par le changement des habitudes alimentaires du gros homme, qui commence à manger autre chose que ses sempiternelles omelettes, et caractérisée par un glissement du mode de pensée et de son rapport au monde qui l'entoure.
Pereira choisira finalement d'aider Monteiro Rossi, allant même jusqu'à héberger le cousin du jeune homme, un révolutionnaire cherchant à recruter des volontaires pour combattre aux côtés des Républicains espagnols, alors que la Guerre d'Espagne atteint son paroxysme. Mais Monteiro Rossi finira par être assassiné par des partisans du régime se revendiquant  « police politique », chez Pereira, lors d'une « perquisition » : le jeune homme est enfermé dans une chambre et abattu...
Ce dernier événement achèvera la métamorphose du journaliste. Parfaitement conscient des risques qu'il prend, Pereira décide de publier un article caustique envers le régime à propos de l'assassinat de son ami Rossi, en trompant l'imprimeur qui est persuadé que l'organe de censure a autorisé la publication. Cet acte de bravoure étant d'une imparable dangerosité pour Pereira, il décide de quitter le Portugal...

## Adaptations

### Cinéma
- 1995 : Pereira prétend, film italien[1] réalisé par Roberto Faenza, avec Marcello Mastroianni, Joaquim de Almeida, Daniel Auteuil. Le film est d'une durée de 104 minutes.

### Bande dessinée
- 2016 : Pereira prétend, bande dessinée de Pierre-Henry Gomont, Sarbacane

La bande dessinée, en langue française, est remarquée et est notamment lauréate du Grand prix RTL de la bande dessinée 2016 et du Prix Château de Cheverny de la bande dessinée historique 2017 des Rendez-vous de l'histoire de Blois. Elle est également finaliste du Prix Bédélys Monde 2016 (Québec), et finaliste du Grand prix de la critique ACBD 2017.